# Пірати «Чорної Лагуни»
Пірати «Чорної Лагуни» (яп. ブラックラグーン, англ. Black Lagoon) — манґа Хірое Рей. Виходить в журналі Sunday GX (видавництво Shogakukan) з 2002 року. Манґа має популярність — на жовтень 2007 року в Японії продано більше 3 млн копій.
На основі манґи, студією Madhouse було створена аніме-адаптація. Перший сезон аніме транслювався японським телебаченням з 8 квітня 2006 по 24 червня 2006 року. Другий сезон транслювався з 2 жовтня 2006 по 18 грудня 2006 року.
Манґа була ліцензована та перекладена англійською компанією Viz Media. Перший том вийде 12 серпня 2008 року. Аніме було ліцензовано в Північній Америці компанією Geneon. Зараз продажи аніме призупинені через банкрутство Geneon 31 грудня 2007 року. Українською мовою аніме було перекладено телеканалом QTV.

## Сюжет
Окадзіма Рокуро, дрібний японський службовець крупної токійської компанії, був відправлений до заморського відрядження з метою доставки якогось диска. В Східно-Китайському морі пірати, найняті російською мафією, захоплюють його корабель, щоб викрасти секретну інформацію, яка містится на диску. Самого Рокуро пірати після штурму беруть в заручники, в надії дістати з його компанії винагороду за збереження життя їх співробітника. Але захоплена інформація виявляється настільки компрометуючою, що бізнесмени вирішують знищити і піратів і Окадзіму, щоб «замести сліди». Дивом залишившись в живих, Рокуро, або Рок (як назвав його голова викрадачів — Датч), вирішує приєднатися до піратів і стає матросом на торпедному катері «Чорна лагуна».
Катер належить маленькій, але добре відомій компанії з доставки вантажів «Лагуна», якій «інколи доводитися порушувати закон». Її офіс розташований в місті Роанапра в Таїланді, кримінальній столиці Південно-Східної Азії. У бухті міста розташована статуя Будди, а над єдиним сухопутним в'їздом висить петля, щоб «вішати чужаків», які, не подумавши, прийдуть в місто. Найтісніші відносини кур'єрська служба має з могутнім угрупуванням російської мафії «Готель Москва», але готова співробітничати з будь-яким, хто запропонує достатню суму.

## Персонажі

### Головні персонажі

Головні герої (манґа): Датч, Реві, Рок та Бенні

Рок або Окадзіма Рокуро — колишній клерк крупної японської компанії, який став піратом. Компанія «Лагуна» узяла його як заручника, щоб отримати гроші від його японських працедавців, але ті вирішили знищити Рока разом з його викрадачами. Після того, як за допомогою винахідливості Окадзіми піратам вдалося перемогти в бою з штурмовим вертольотом і залишитися в живих, він був прийнятий в команду «Лагуни» матросом. У Токіо Рок працював в геологічному відділі і досить добре знається в цій галузі. «Лагуна» в основному використовує його лінгвістичні здібності (він знає японську, англійську, іспанську та румунську). Добре освічений, вміє вести ділові переговори. Рок не любить зброю. У небезпечному місті Роанапра він уникає проблем із злочинністю, оскільки працює на «Лагуну», широко відому у вузьких колах. Не зважаючи на те, що він зав'язав з життям клерка, Рок все одно носить сорочку і штани і відмовляється від гавайської сорочки, дарованої ему Реві. Своїм новим життям він дуже задоволений і жодного разу не засумнівався в тому, що змінив нудне, але безпечне життя, на долю представника кримінальних кіл. Видно, як життя в морях Південно-східної Азії міняє його — Рок стає впевненішим та самостійнішим. З сім'єю і старими друзями в Японії стосунків не підтримує. Серед своїх друзів він залишається наймиролюбнішим і добрішим, часто наполягаючи на дотриманні справедливості. Не любить виконувати дуже брудні замовлення, наприклад, грабувати могили чи продавати дітей.
Сейю: Намікава Дайсуке
Реві або Ребекка — бойовик компанії «Лагуна», китаянка американського походження, відмінно володіє двома парними пістолетами Beretta 92f. Її пістолети сильно модифіковані: нікельовані, з написами тайською уздовж стволів і з Веселим Роджером на руків'ях. Свою зброю вона називає «Sword Cutlass», на честь популярної у піратів минулого абордажної шаблі. У бою завжди посміхається, оскільки битва і адреналін давно стали важливою часткою її життя. Жила в Нью-Йорку в бідному кварталі і в дитинстві втратила батьків, тому стала цинічною і прагматичною. Не любить говорити про своє минуле. Саме вона вирішила узяти Рока в заручники і пізніше запропонувала йому стати членом «Лагуни», але, попри це, спершу мала проблеми в спілкуванні з ним. Має татуювання на правому плечі і практично завжди носить дуже короткі шорти. Багато п'є і палить, украй запальна — може відкрити стрілянину через будь-яку дрібницю. Розшукується поліцією Нью-Йорка; у одній з серій стверджує, що знаходиться в розшуку за злочини, яких не здійснювала. Любителька швидкої наживи.
Сейю: Меґумі Тойоґуті
Датч — голова компанії «Лагуна». Був американським солдатом під час війни у В'єтнамі. Розумний, розсудливий і прагне уникнути конфліктів усередині «Лагуни». Неговіркий, але добре сходиться з людьми. Прагматичний, знає ціну грошей. Високий негр з добре розвиненою мускулатурою. Постійно носить темні окуляри. Зазвичай використовує дробовик або револьвер 44 калібра. Датч також виконує роль капітана та механіка «Чорної лагуни». Знаходить замовлення, прагнучи особливо не брати участь в конфліктах сил усередині Роанапра. Проте має дуже хороші стосунки з Балалайкою з «Готелю Москва» та містером Чаном з Тріад.
Сейю: Ісобе Цутомі.
Бенні — хакер і фахівець з електроніки на «Чорній лагуні», відповідає за радар і системи зв'язку. Блондинистий єврей. Після закінчення коледжу у Флориді вплутався в погану історію, і його розшукували ФБР та мафія. Став членом «Лагуни» після того, як Реві врятувала його (за два роки до того, як в команду потрапив Рок). Постійно ходить в гавайській сорочці. Так само, як і Рок, не використовує зброю.
Сейю: Хірата Хіроакі

### Інші персонажі
Балалайка — голова організації російської мафії «Готель Москва». Раніше була офіцером радянських військ, після розвалу Радянського Союзу зібрала своїх колишніх солдатів, щоб сформувати найпотужнішу у Східній Азії кримінальну структуру. У Афганській війні отримала сильні опіки, через які деякі мафіозі звуть її «палена». Умілий і нещадний стратег. Жорстока і прямолінійна. Добре стріляє і мріяла взяти участь в олімпіаді. Не терпить втрат серед своїх людей. Колишні російські десантники слухаються її наказів беззаперечно і майже обожнюють її. Практично завжди одягнена в строгий жіночий костюм з накинутою на нього офіцерською шинеллю. Палить сигари, на відміну від решти персонажів, які віддають перевагу сигаретам. Носить довге волосся, хоча, будучи солдатом, мала коротку стрижку. На відміну від більшості решти мафіозних босів, бере участь і в повсякденній роботі свого угрупування: наприклад, в 7 серій вона всю ніч займалася ревізією порнографії. Має хороші стосунки з «Лагуною». Є одною з небагатьох людей, яких поважає Реві, — Дворука називає її «сестрою». Балалайка дуже добре відноситися і до Рока, інколи йдучи навіть в розріз зі своїми діловими інтересами.
Сейю: Кояма Мамі
Містер Чан — бос Тріад в Таїланді. Відмінно володіє парними пістолетами. Реві перейняла свій стиль стрілянини з двох пістолетів саме у нього, тому у них досить тісні відносини — він один з небагатьох, кого вона поважає. Має хороші відносини і з «Готелем Москва».
Сейю: Морікава Тосіюкі
Еда — сестра Церкви Насильства, найкраща подруга Реві, з якою вони часто випивають прямо в храмі, але дружні взаємини не заважають їм направляти один на одну свої пістолети, коли справа стосується грошей. Так само, як і Дворука, жорстока, прямолінійна і любить зброю. Практично не згадується в першому сезоні. Блондинка з блакитними очима, які вона ховає за рожевими окулярами, постійно жує жувальну гумку. Одягнена або в рясу черниці, або в міні-спідницю з відкритим топіком.
Сейю: Карасава Дзюн

## Манґа

### Список томів манґи
| Назва | Назва | Том | Дата виходу                                                      | Дата виходу                                                      |  |
| Українська | Японська | Том | Японія                                                           | США                                                              |  |
| --- | --- | --- | ---------------------------------------------------------------- | ---------------------------------------------------------------- |  |
| | | |                                                                  |                                                                  |  |
| Чорна лагуна | ブラックラグーン | 1 | 12 грудня, 2002                                                  |                                                                  |  |
| Епізоди - 00. Black Lagoon - 01. Chase for ring-ding ships - 02. Rasta Blasta Part 1 - 03. Rasta Blasta Part 2 - 04. Rasta Blasta Part 3 | Епізоди - 00. Black Lagoon - 01. Chase for ring-ding ships - 02. Rasta Blasta Part 1 - 03. Rasta Blasta Part 2 - 04. Rasta Blasta Part 3 | Епізоди - 00. Black Lagoon - 01. Chase for ring-ding ships - 02. Rasta Blasta Part 1 - 03. Rasta Blasta Part 2 - 04. Rasta Blasta Part 3 | ISBN - Японія - США: ISBN 978-1-4215-1382-9 На обкладинці - Реві | ISBN - Японія - США: ISBN 978-1-4215-1382-9 На обкладинці - Реві |  |
| | | |                                                                  |                                                                  |  |
| | | 2 | 19 липня, 2003                                                   |                                                                  |  |

Третій том манґи. На обкладинці — Балалайка

| Епізоди - 05. Das Wieder Erstehen Des Adlers Part 1 - 06. Das Wieder Erstehen Des Adlers Part 2 - 07. Das Wieder Erstehen Des Adlers Part 3 - 08. Das Wieder Erstehen Des Adlers Part 4 - 09. Calm down, two men Частина 1 - 10. Calm down, two men Частина 2 - 11. Bloodsport Fairy tale Part 1 - 12. Bloodsport Fairy tale Part 2                                   | Епізоди - 05. Das Wieder Erstehen Des Adlers Part 1 - 06. Das Wieder Erstehen Des Adlers Part 2 - 07. Das Wieder Erstehen Des Adlers Part 3 - 08. Das Wieder Erstehen Des Adlers Part 4 - 09. Calm down, two men Частина 1 - 10. Calm down, two men Частина 2 - 11. Bloodsport Fairy tale Part 1 - 12. Bloodsport Fairy tale Part 2                                   | Епізоди - 05. Das Wieder Erstehen Des Adlers Part 1 - 06. Das Wieder Erstehen Des Adlers Part 2 - 07. Das Wieder Erstehen Des Adlers Part 3 - 08. Das Wieder Erstehen Des Adlers Part 4 - 09. Calm down, two men Частина 1 - 10. Calm down, two men Частина 2 - 11. Bloodsport Fairy tale Part 1 - 12. Bloodsport Fairy tale Part 2                                   | ISBN - Японія - США На обкладинці - Реві                         | ISBN - Японія - США На обкладинці - Реві                         |  |
| | | |                                                                  |                                                                  |  |
| | | 3 | 19 квітня, 2004                                                  |                                                                  |  |
| Епізоди - 13. Bloodsport Fairy tale Part 3 - 14. Bloodsport Fairy tale Part 4 - 15. Bloodsport Fairy tale Part 5 - 16. Goat, Jihad, Rock'N Roll Part 1 - 17. Goat, Jihad, Rock'N Roll Part 2 - 18. Goat, Jihad, Rock'N Roll Part 3 - 19. Goat, Jihad, Rock'N Roll Part 4 - 20. Goat, Jihad, Rock'N Roll Part 5                                                        | Епізоди - 13. Bloodsport Fairy tale Part 3 - 14. Bloodsport Fairy tale Part 4 - 15. Bloodsport Fairy tale Part 5 - 16. Goat, Jihad, Rock'N Roll Part 1 - 17. Goat, Jihad, Rock'N Roll Part 2 - 18. Goat, Jihad, Rock'N Roll Part 3 - 19. Goat, Jihad, Rock'N Roll Part 4 - 20. Goat, Jihad, Rock'N Roll Part 5                                                        | Епізоди - 13. Bloodsport Fairy tale Part 3 - 14. Bloodsport Fairy tale Part 4 - 15. Bloodsport Fairy tale Part 5 - 16. Goat, Jihad, Rock'N Roll Part 1 - 17. Goat, Jihad, Rock'N Roll Part 2 - 18. Goat, Jihad, Rock'N Roll Part 3 - 19. Goat, Jihad, Rock'N Roll Part 4 - 20. Goat, Jihad, Rock'N Roll Part 5                                                        | ISBN - Японія - США На обкладинці - Балалайка                    | ISBN - Японія - США На обкладинці - Балалайка                    |  |
| | | |                                                                  |                                                                  |  |
| | | 4 | 19 липня, 2005                                                   |                                                                  |  |
| Епізоди - 21. Goat, Jihad, Rock'N Roll Part 6 - 22. Fujiyama Gangsta Paradise Part 1 - 23. Fujiyama Gangsta Paradise Part 2 - 24. Fujiyama Gangsta Paradise Part 3 - 25. Fujiyama Gangsta Paradise Part 4 - 26. Fujiyama Gangsta Paradise Part 5 - 27. Fujiyama Gangsta Paradise Part 6 - 28. Fujiyama Gangsta Paradise Part 7 - 29. Fujiyama Gangsta Paradise Part 8 | Епізоди - 21. Goat, Jihad, Rock'N Roll Part 6 - 22. Fujiyama Gangsta Paradise Part 1 - 23. Fujiyama Gangsta Paradise Part 2 - 24. Fujiyama Gangsta Paradise Part 3 - 25. Fujiyama Gangsta Paradise Part 4 - 26. Fujiyama Gangsta Paradise Part 5 - 27. Fujiyama Gangsta Paradise Part 6 - 28. Fujiyama Gangsta Paradise Part 7 - 29. Fujiyama Gangsta Paradise Part 8 | Епізоди - 21. Goat, Jihad, Rock'N Roll Part 6 - 22. Fujiyama Gangsta Paradise Part 1 - 23. Fujiyama Gangsta Paradise Part 2 - 24. Fujiyama Gangsta Paradise Part 3 - 25. Fujiyama Gangsta Paradise Part 4 - 26. Fujiyama Gangsta Paradise Part 5 - 27. Fujiyama Gangsta Paradise Part 6 - 28. Fujiyama Gangsta Paradise Part 7 - 29. Fujiyama Gangsta Paradise Part 8 | ISBN - Японія - США На обкладинці - Шенхуа                       | ISBN - Японія - США На обкладинці - Шенхуа                       |  |
| | | |                                                                  |                                                                  |  |
| | | 5 | 17 березня, 2006                                                 |                                                                  |  |
| Епізоди - 30. Fujiyama Gangsta Paradise Part 9 - 31. Fujiyama Gangsta Paradise Part 10 - 32. Fujiyama Gangsta Paradise Part 11 - 33. Fujiyama Gangsta Paradise Part 12 - 34. Fujiyama Gangsta Paradise Part 13 - 35. Fujiyama Gangsta Paradise Part 14 - 36. Fujiyama Gangsta Paradise Part 15 - 37. Fujiyama Gangsta Paradise Part 16                                | Епізоди - 30. Fujiyama Gangsta Paradise Part 9 - 31. Fujiyama Gangsta Paradise Part 10 - 32. Fujiyama Gangsta Paradise Part 11 - 33. Fujiyama Gangsta Paradise Part 12 - 34. Fujiyama Gangsta Paradise Part 13 - 35. Fujiyama Gangsta Paradise Part 14 - 36. Fujiyama Gangsta Paradise Part 15 - 37. Fujiyama Gangsta Paradise Part 16                                | Епізоди - 30. Fujiyama Gangsta Paradise Part 9 - 31. Fujiyama Gangsta Paradise Part 10 - 32. Fujiyama Gangsta Paradise Part 11 - 33. Fujiyama Gangsta Paradise Part 12 - 34. Fujiyama Gangsta Paradise Part 13 - 35. Fujiyama Gangsta Paradise Part 14 - 36. Fujiyama Gangsta Paradise Part 15 - 37. Fujiyama Gangsta Paradise Part 16                                | ISBN - Японія - США На обкладинці - Васіміне Юкіо                | ISBN - Японія - США На обкладинці - Васіміне Юкіо                |  |
| | | |                                                                  |                                                                  |  |
| | | 6 | 11 листопада, 2006                                               |                                                                  |  |
| Епізоди - 38. Greenback Jane Part 1 - 39. Greenback Jane Part 2 - 40. Greenback Jane Part 3 - 41. Greenback Jane Part 4 - 42. Greenback Jane Part 5 - 43. Greenback Jane Part 6 - 44. El Baile de la muerte Part 1 - 45. El Baile de la muerte Part 2 - 46. El Baile de la muerte Part 3                                                                              | Епізоди - 38. Greenback Jane Part 1 - 39. Greenback Jane Part 2 - 40. Greenback Jane Part 3 - 41. Greenback Jane Part 4 - 42. Greenback Jane Part 5 - 43. Greenback Jane Part 6 - 44. El Baile de la muerte Part 1 - 45. El Baile de la muerte Part 2 - 46. El Baile de la muerte Part 3                                                                              | Епізоди - 38. Greenback Jane Part 1 - 39. Greenback Jane Part 2 - 40. Greenback Jane Part 3 - 41. Greenback Jane Part 4 - 42. Greenback Jane Part 5 - 43. Greenback Jane Part 6 - 44. El Baile de la muerte Part 1 - 45. El Baile de la muerte Part 2 - 46. El Baile de la muerte Part 3                                                                              | ISBN - Японія - США На обкладинці - Роберта                      | ISBN - Японія - США На обкладинці - Роберта                      |  |
| | | |                                                                  |                                                                  |  |
| | | 7 | 10 жовтня, 2007                                                  |                                                                  |  |
| Епізоди - 47. El Baile de la muerte Part 4 - 48. El Baile de la muerte Part 5 - 49. El Baile de la muerte Part 6 - 50. El Baile de la muerte Part 7 - 51. El Baile de la muerte Part 8 - 52. El Baile de la muerte Part 9 - 53. El Baile de la muerte Part 10 - 54. El Baile de la muerte Part 11 - 55. El Baile de la muerte Part 12                                 | Епізоди - 47. El Baile de la muerte Part 4 - 48. El Baile de la muerte Part 5 - 49. El Baile de la muerte Part 6 - 50. El Baile de la muerte Part 7 - 51. El Baile de la muerte Part 8 - 52. El Baile de la muerte Part 9 - 53. El Baile de la muerte Part 10 - 54. El Baile de la muerte Part 11 - 55. El Baile de la muerte Part 12                                 | Епізоди - 47. El Baile de la muerte Part 4 - 48. El Baile de la muerte Part 5 - 49. El Baile de la muerte Part 6 - 50. El Baile de la muerte Part 7 - 51. El Baile de la muerte Part 8 - 52. El Baile de la muerte Part 9 - 53. El Baile de la muerte Part 10 - 54. El Baile de la muerte Part 11 - 55. El Baile de la muerte Part 12                                 | ISBN - Японія - США На обкладинці - Еда                          | ISBN - Японія - США На обкладинці - Еда                          |  |
| | | |                                                                  |                                                                  |  |

### Епізоди не в форматі танкобону
- 56. El Baile de la muerte Part 13
- 57. El Baile de la muerte Part 14
- 58. El Baile de la muerte Part 15
- 59. El Baile de la muerte Part 16
- 60. El Baile de la muerte Part 17
- 61. El Baile de la muerte Part 18
- 62. El Baile de la muerte Part 19
- 63. El Baile de la muerte Part 20

## Аніме

### Список серій аніме

#### Перший сезон
| №  | Назва                                                                    | Дата показу |
| -- | ------------------------------------------------------------------------ | ----------- |
| 1  | Чорна лагуна «The Black Lagoon»                                          | 04.08.2006  |
| 2  | Небеса мангового дерева «Mangrove Heaven»                                | 04.15.2006  |
| 3  | Полювання на корабель «Ring-Ding Ship Chase»                             | 04.22.2006  |
| 4  | Повернення орла «Die Rückkehr des Adlers»                                | 04.29.2006  |
| 5  | Полювання орлів та полювання на орлів «Eagle Hunting and Hunting Eagles» | 05.06.2006  |
| 6  | Місцевість для полювання «Moonlit Hunting Grounds»                       | 05.13.2006  |
| 7  | Спускайтеся, два чоловіка «Calm Down, Two Men»                           | 05.20.2006  |
| 8  | Раста Бласта «Rasta Blasta»                                              | 054.27.2006 |
| 9  | Вбивча покоївка «Maid to Kill»                                           | 03.03.2006  |
| 10 | Покоївка, яку не зупинити «The Unstoppable Chambermaid»                  | 06.10.2006  |
| 11 | Революція «Lock'n Load Revolution»                                       | 06.17.2006  |
| 12 | Партизани в джунглях «Guerrillas in the Jungle»                          | 06.24.2006  |

#### Другий сезон
| №  | Назва                                                                    | Дата показу |
| -- | ------------------------------------------------------------------------ | ----------- |
| 13 | Вампіри-близнюки «The Vampire Twins Comen»                               | 10.03.2006  |
| 14 | Казка кривавої плями «Bloodsport Fairytale»                              | 10.10.2006  |
| 15 | Лебедина пісня на заході сонця «Swan Song at Dawn»                       | 10.17.2008  |
| 16 | Банкнота Джейн «Greenback Jane»                                          | 10.24.2006  |
| 17 | Дивна циккова вистава Руанапура «The Roanapur Freakshow Circus»          | 10.31.2006  |
| 18 | Добра вдача містера Бенні «Mr. Benny's Good Fortune»                     | 11.07.2006  |
| 19 | Ганстерський рай Фудзіями «Fujiyama Gangsta Paradise»                    | 11.14.2006  |
| 20 | Правонаступництво «The Succession»                                       | 11.21.2006  |
| 21 | Маленькі батьківські дівчата-солдати «Two Father's Little Soldier Girls» | 11.28.2006  |
| 22 | Чорнаа башта «The Dark Tower»                                            | 12.04.2006  |
| 23 | Окупність білого снігу «Snow White's Payback»                            | 12.11.2006  |
| 24 | Стрільці «The Gunslingers»                                               | 12.18.2006  |

### Музика
Black Lagoon OST (яп. ブラック・ラグーン OST) — саундтрек-диск з аніме Black Lagoon.
Список композицій:
1. Red fraction (Відкриваюча композиція) MELL
2. Tear Drops to Earth
3. Asian Comfort
4. Don't Stop!
5. Samara Samanda
6. A Cold Wind in My Mind
7. Make A Bet
8. El Sol se Recuesta
9. Seasonal Wind
10. 66 steps
11. The World of Midnight
12. Dark Side of the Moon
13. Tadpole Dance
14. Let Me Know Your Name
15. After the Rain
16. It's an Easy Afternoon
17. Behind the Clouds
18. The Anthem of the Aryan Socialist Union
19. Melting Brain
20. The Way to Last Night
21. Peach Headz Addiction
22. Don't Look Behind (похоронна версія)
23. Father's Chest
24. Don't Let Me Join Now
25. Foxy Doll
26. Rock the Carnival
27. Mad Club
28. Don't Stop! (гітарна версія)
29. Don't Look Behind (Закриваюча композиція)